# 大久保規子
大久保 規子（おおくぼ のりこ、1962年12月 - ）は、日本の法学者。専門は、行政法・環境法）。学位は、博士（法学）（一橋大学・課程博士・1993年）。大阪大学大学院法学研究科教授。日本学術会議会員、環境省中央環境審議会委員。本名は伊達規子。

## 人物
北海道出身。長野県長野高等学校を経て、1985年学習院大学法学部卒業、1993年一橋大学大学院法学研究科博士後期課程修了、学位論文「行政組織の法的構造転換」で一橋大学より博士（法学）の学位を取得、審査員は南博方・原田尚彦・高橋滋。
ギーセン大学法学修士。
1993年群馬大学社会情報学部専任講師、同助教授、1999年甲南大学法学部教授、2005年大阪大学大学院法学研究科教授。2010年内閣府情報公開・個人情報保護審査会委員。2020年第25期日本学術会議会員。日本学術会議連携会員、日本学術振興会第三部会社会科学小委員会委員、法務省司法試験考査委員、文部科学省科学技術・学術審議会学術分科会科学研究費補助金審査部会人文・社会系委員会委員、民事司法を利用しやすくする懇談会委員、特定非営利活動法人高木仁三郎市民科学基金選考委員等も務める。
行政法学者として公共利益訴訟などの研究を行うほか、環境法について行政法学的観点からの研究も進め、日本環境会議副理事長、日本公共政策学会理事、環境省中央環境審議会委員、国土交通省社会資本整備審議会環境部会委員、国土交通省交通政策審議会委員、オーフス条約を日本で実現するNGOネットワーク（オーフス・ネット）顧問、グリーン連合顧問等も務める。

## 著書

### 共著
- （南博方）『要説環境法』（有斐閣、2002年、第2版2003年、第3版2006年、第4版2009年）
- （石川敏行・藤原静雄・大貫裕之・下井康史）『はじめての行政法』（有斐閣、2007年、第2版2010年、第3版2013年、第3版補訂版2015年、第4版2018年）

### 編著
- 『緑の交通政策と市民参加：新たな交通価値の実現に向けて』（大阪大学出版会、2016年）

### 共編著
- （淡路剛久・寺西俊一・吉村良一）『公害環境訴訟の新たな展開：権利救済から政策形成へ』（日本評論社、2012年）
- （高村ゆかり・赤渕芳宏・ 久保田泉）『環境規制の現代的展開：大塚直先生還暦記念論文集』（法律文化社、2019年）